# 安达拉克斯河畔劳哈尔
安达拉克斯河畔劳哈尔（西班牙語：Laujar de Andarax）是西班牙安达卢西亚自治区阿尔梅里亚省的一个市镇。 总面积93km2, 总人口1836人（2001年），人口密度20人/km2。